# Stephen Philip Pratt
Stephen Philip Pratt (Liverpool, 15 juni 1947) is een Brits componist, muziekpedagoog en dirigent.

## Levensloop
Pratt volgde eerst een opleiding aan het Christ's College of Education en studeerde in 1968 en 1969 muziek aan het Royal Northern College of Music te Manchester bij George Hadjinikos in (dirigeren). Vervolgens studeerde hij aan de Universiteit van Reading (1969-1971) en aan de Universiteit van Liverpool (1971-1972) (compositie) bij Hugh Wood en privé tot 1975.
Pratt werd vanaf 1972 docent in muziek aan het Liverpool Institut of Higher Education. Dit instituut, dat later de naam veranderde in Liverpool Hope University, benoemde hem in 2003 tot professor in de muziek. Verder was hij van 1997 tot 2000 werkzaam aan het Gresham College te Londen. Aan dit opleidingsinstituut is hij intussen Emeritus Professor.
Als dirigent heeft hij samengewerkt met verschillende orkesten in Noord-West Engeland inclusief het Royal Liverpool Philharmonic Orchestra, het Merseyside Youth Orchestra en sinds 1985 is hij gastdirigent van het Metropolitan Cathedral Orchestra. Hij was van 1994 tot 1998 als dirigent verbonden aan het Liverpool University Orchestra.
Als componist werd hij bekend toen zijn werken Sonata voor piano (1974-1975) en Star and Dead Leaves voor dwarsfluit en piano (1977) geselecteerd werden voor een uitzending in het omroepprogramma BBC Young Composers' Forums in 1976 en 1978. In 1980 ging zijn orkestwerk Some of their Number met het Royal Liverpool Philharmonic Orchestra onder leiding van Sir Simon Rattle in première. In 1987 ging zijn Strong Winds, Gentle Airs voor harmonieorkest door de "Wirral Schools Concert Band" in de Londense Festival Hall in première en in het gevolg werd hij huiscomponist bij de Wirral Schools.

## Composities

### Werken voor orkest
- 1978-1980 Some of their Number, voor orkest
- 1984-1985 The Judgment of Paris, voor klarinet/basklarinet en orkest
- 1989 Two studies, voor kamerorkest
- 1991-1997 rev.2003 Concerto, voor viool en orkest
- 2000 Surroundings, voor orkest

### Werken voor harmonieorkest
- 1987 Strong Winds, Gentle Airs, voor harmonieorkest

### Muziektheater

#### Opera's
| Voltooid in | titel                    | aktes  | première | libretto |
| ----------- | ------------------------ | ------ | -------- | -------- |
| 1985        | Schnookered ! mini-opera | 1 akte | 1988     |          |

### Werken voor koor
- 1982 Salve Regina, voor gemengd koor
- 1987-1991 Uneasy Vespers, voor solisten, gemengd koor en semi koor
- 1989 rev.1993 With the Drawing of this Love, voor gemengd koor
- 1993-2008 Uneasy Vespers - (Part II), voor solisten, gemengd koor en semi koor

### Vocale muziek
- 1974 rev.1989 Three Early Songs, voor zangstem en piano - tekst: Bertolt Brecht
- 1981-1984 Harbour, voor mezzosopraan en ensemble
- 2002-2003 Lovebytes, voor sopraan en kamerensemble
  1. Lonely is Not the Word - tekst: Laura-Kate Gordon
  2. A Lucky Charm - tekst: Deryn Rees-Jones
  3. Interlude
  4. De Profundis - tekst: Adrian Henri

### Kamermuziek
- 1973-1975 Concert, voor kamerensemble
- 1976 Nonet, voor houtblazers
- 1977 Star and Dead Leves, voor dwarsfluit en piano
- 1978-1979 Winter's Fancy, voor klarinet en piano
- 1980-1982 The Fruits of the Ground, voor hoorn, viool en piano
- 1982 Between the Lines, voor kamerensemble
- 1983 Trio, voor drie hoorns
- 1985-1988 Trio, voor strijkers
- 1986 Nights Out, voor acteur/spreker en klein ensemble
- 1994-1995 About Time, voor saxofoon, strijktrio en geluidsband
- 2000-2001 Aphrodite's Rock, voor strijkkwartet
- 2002 Judith's Gift, voor strijkkwartet
- 2004-2006 Double Act, voor cello, piano en ensemble
- 2004-2007 The Miraculous Mandolin, voor ensemble
- 2006 Short Score, voor klarinet en piano

### Werken voor piano
- 1971 Three Piano pieces
- 1974-1975 Sonata
- 1975 Elegy / Lament
- 1992 At the Turn of the Year
- 1995-1997 The Song Within
- 1999 Andy Musik

### Werken voor luit
- 1978 Duettino, voor twee luiten